# 亨利五世 (戏剧)

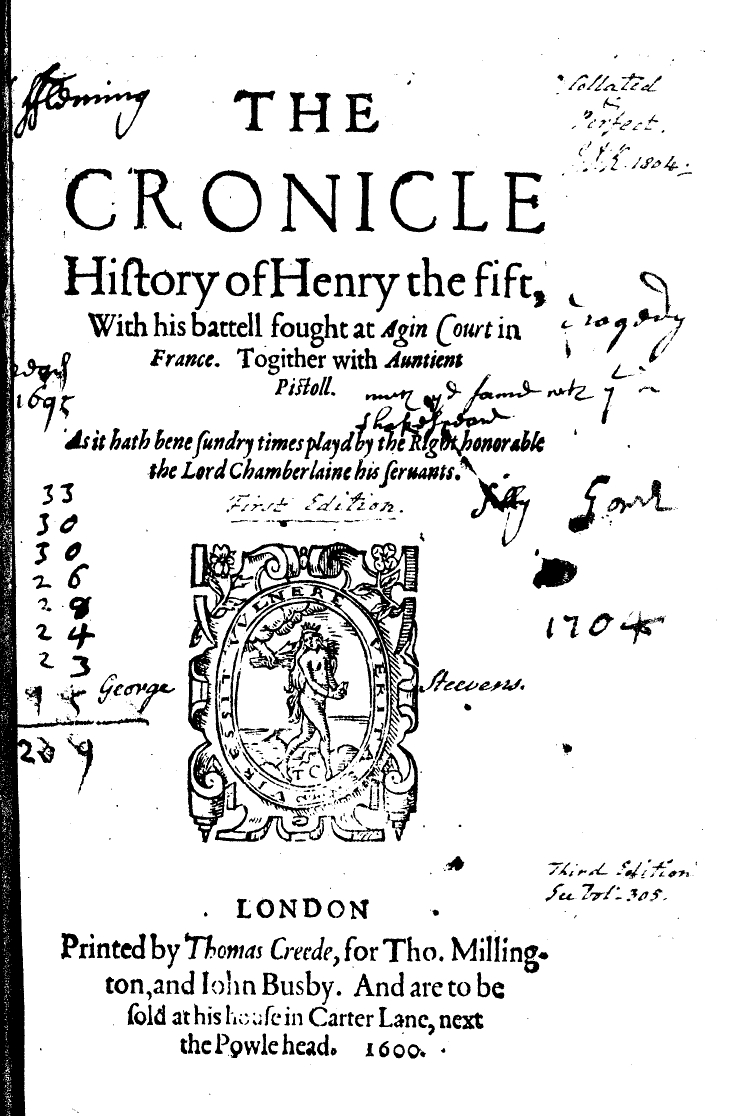
1600年出版的四开本的扉页

《亨利五世》（Henry V）是英国剧作家威廉·莎士比亚创作的一部历史剧，据考证作于1599年。故事基于英格兰亨利五世国王的人生，着重描写百年战争期间阿金库尔战役的前后事件。
该剧本是四部曲的最后一部，前面三部为《理查二世》、《亨利四世第一部》和《亨利四世第二部》。原来的观众已经在《亨利四世》中熟悉了这个角色，被描述成一个放荡的难以控制的王子亨利。在《亨利五世》中，年轻的王子成长为成熟男人，致力于征服法国。

## 故事来源
和莎士比亚大部分编年史历史剧相同，《亨利五世》的原始资料来源为拉斐尔·霍林斯赫德所著的1587年第二版的《英格兰、苏格兰和爱尔兰编年史》。看起来他还查阅了爱德华·霍尔所著的《The Union of the Two Illustrious Families of Lancaster and York》，学者认为莎士比亚熟悉塞缪尔·丹尼尔关于玫瑰战争的诗。

## 创作时间和版本
基于提及艾塞克斯平定蒂龙叛乱失败，因此剧本被认为创作于1599年初。1600年8月14日，《亨利五世编年史》被列入出版业公会（Stationers Company）的目录。第一个四开本在年底前出版。《亨利五世》第一版是“糟糕的四开本”（bad quarto），是剧本的一个缩写版，很有可能没有获得作者的同意，是一个盗印版。第二个四开本是第一版的重印版，于1602年出版。1619年又重印了第三版，是威廉·假对开本（False Folio）的一部分，并且创作时间也被错误地写为1608年。1623年，真正的版本首次出现《第一对开本》中。

## 剧中人物
- 亨利五世国王

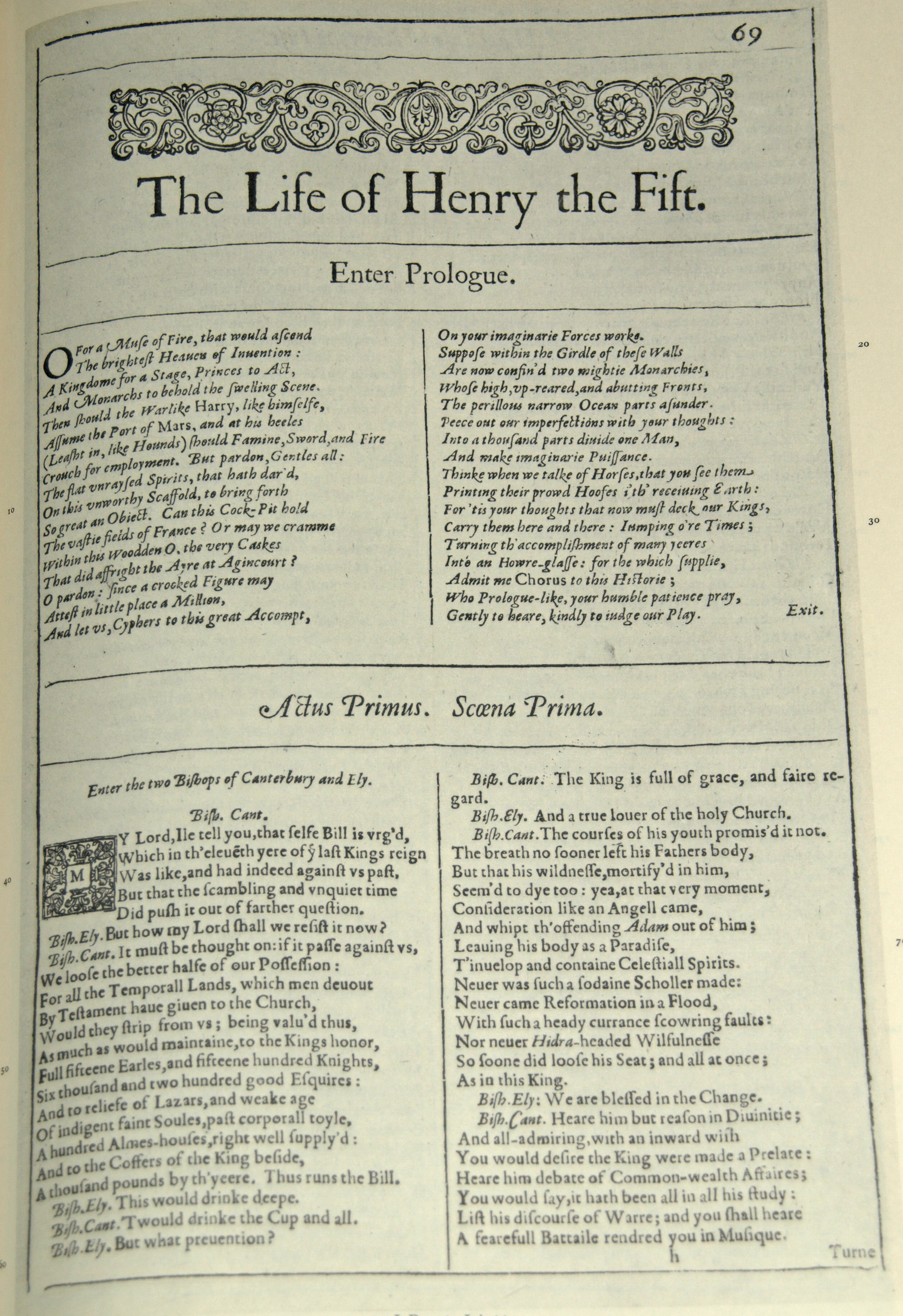
1623年出版的《第一个对开本》中《亨利五世》首页

- 葛罗斯特公爵（Duke of Gloucester）和培福公爵（Duke of Bedford），国王的弟弟
- 爱克塞特公爵（Duke of Exeter），国王的叔父
- 约克公爵（Duke of York），国王的堂叔
- 萨立斯伯雷伯爵（Earls of Salisbury）、威斯摩兰伯爵（Earl of Westmorland）和华列克伯爵（Earl of Warwick）
- 坎特伯雷大主教（Archbishop of Canterbury）
- 伊里主教（Bishop of Ely）
- 剑桥伯爵（Earl of Cambridge）、斯克鲁普勋爵（Lord Scroop）和托马斯·葛雷爵士（Sir Thomas Grey），卖国贼
- 托马斯·欧平汉爵士（Sir Thomas Erpingham）、高厄（Gower）、弗鲁爱林（Fluellen）、麦克摩里斯（Macmorris）、杰米（Jamy），亨利国王军队的军官
- 培茨（Bates）、考特（Court）、威廉斯（Williams），亨利国王军队的士兵
- 毕斯托尔（Pistol）、尼姆（Nym）、巴道夫（Bardolph），结拜兄弟
- 童儿
- 传令官
- 法兰西国王查理六世
- 路易斯（Lewis），皇太子
- 勃艮第公爵（Dukes of Burgundy）、奥尔良公爵（Duke of Orleans）、波旁公爵
- 法国元帅
- 朗菩尔（Rambures）、葛朗伯莱（Grandpré），法国贵族
- 哈弗娄总督（Governor of Harfleur）
- 蒙乔（Montjoy） 法国使臣
- 法国大使二人
- 伊莎贝尔（Isabel），法国王后
- 凯瑟琳（Katharine），公主，查理和伊莎贝尔的女儿
- 艾丽丝（Alice），公主的侍女
- 贵族、贵妇人、官史、侍从、市民、使者、兵士等

## 剧情

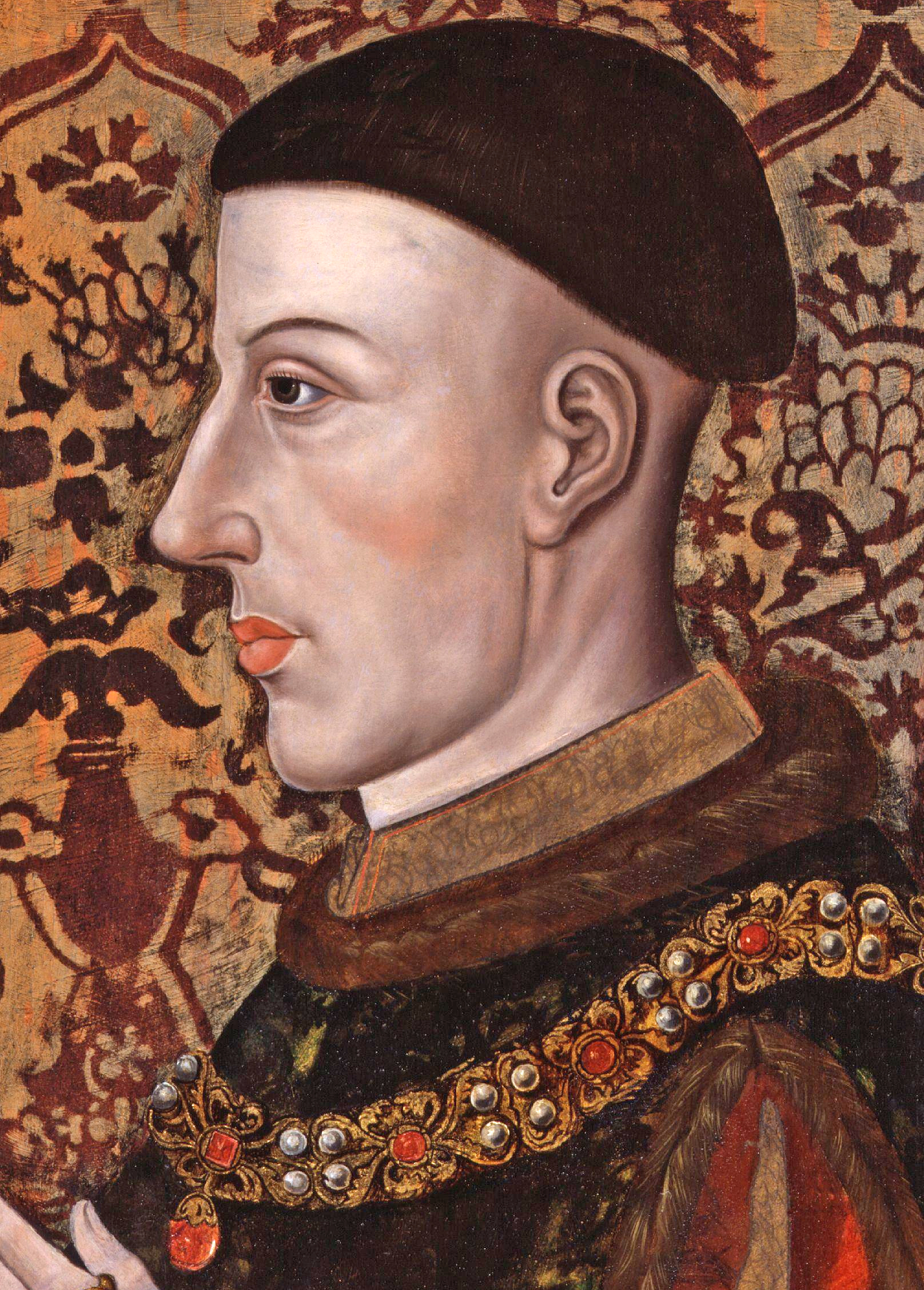
亨利五世

伊丽莎白剧院的舞台不使用舞台布景。莎士比亚意识到在伸展式舞台表现大型战争和场景切换的难度，因此使用了致辞者来向观众解释故事，并鼓励他们使用自己的想象。致辞者在开场时呼唤“光芒万丈的缪斯女神”，亨利国王“具备着战神的气概”。并说“这么一个“斗鸡场”容得下法兰西的万里江山？还是我们这个木头的圆框子里塞得进那么多将士？”，因此希望观众通过想象克服舞台的局限，“来激发你们庞大的想像力吧”。
剧本开始于亨利着手筹备与法国开战的舰队，包括剑桥伯爵和另外两人密谋在南安普敦暗杀亨利的真实事件。亨利机智地揭露了阴谋和残忍地对待暗杀者预示着他已经和以前的剧本中展示的形象有所不同。
当致辞者再度登场的时候，告诉观众国家为战争所作的努力，“他们卖掉了牛羊去买骏马”，并告诉观众“只要我们能做得到，决不让看客中有哪一位会反了胃。”
正如莎士比亚所有严肃的剧本一样，同时描绘了一些小的喜剧角色与主要角色形成对比，有时在侧面评价主要角色。在这个剧本中，他们是一些亨利军队的普通士兵，包括《亨利四世》中的毕斯托尔（Pistol）、尼姆（Nym）和巴道夫（Bardolph）。军队中还包括了不列颠群岛各个部分的代表：一个苏格兰人、一个爱尔兰人、一个英吉利人以及弗鲁爱林（一个滑稽老套的威尔士士兵，他的名字是典型的威尔士人名“Llywelyn”的谐音。剧本还简单涉及了法斯塔夫之死，他是亨利五世在《亨利四世》中一度的朋友。
接着，致辞者者再次登场，寻求观众对英格兰海军的想象，“啊！就这样想像吧，你是站在海岸上，望见汹涌的浪涛中”，他说道，“假定吧，大使已从法兰西回来，报告哈利，那法兰西国王愿意把凯瑟琳公主嫁给他，公主的陪嫁却只是几个区区不足道的公国。”
在哈弗勒爾圍城戰中，亨利发表了他最著名的演说之一：“好朋友们，再接再厉，向缺口冲去吧...”
阿金库尔战役之前，胜利看起来并不明朗，亨利五世正陷在最窘迫的泥沼里。年轻的国王的英雄气质在他决定夜间巡视英格兰营地的时候得到了体现，他乔装打扮，安慰她的士兵们，并找出他们对他真实的意见。当战争开始的时候，亨利发表了他著名的演说来激励他的部队：“从今天直到世界末日，永远不会随便过去，而行动在这个节日里的我们也永不会被人们忘记。我们，是少数几个人，幸运的少数几个人，我们，是一支兄弟的队伍——因为，今天他跟我一起流着血，他就是我的好兄弟”。
阿金库尔战役之后，亨利试图向法国公主凯瑟琳求爱。最后法国国王同意亨利作为法国君主继承人。伊莎贝尔王后说：“但愿英国人就像法国人，法国人就像英国人一般，你敬我爱吧！”
在幕布降落前，致辞者又出现在舞台，悲伤地说道“只可叹国政操在许多人手里，到头来丧失了法兰西，又害得英格兰遍地流血”，暗示着接下来为亨利六世统治时期，莎士比亚以前曾经将之搬上舞台。

## 改编版本
有三部电影根据莎士比亚的剧本改编，第一部为劳伦斯·奥利维尔于1944年导演并主演的电影《亨利五世》。该片拍于第二次世界大战期间，旨在唤起民众的爱国心。劳伦斯·奥利维尔凭借此片获得奥斯卡荣誉奖。第二部为肯尼斯·布莱纳于1989年导演并主演的电影《亨利五世》，更现实地刻画了那个时期并着重于战争的残酷。第三部为大衛·米奇歐于2019年导演并由提摩西·夏勒梅主演的电影《國王》，描述15世紀英格蘭的新任國王哈爾，面臨當下的混亂政局，他必須從中脫穎而出